# The Rail Rider
The Rail Rider er en amerikansk stumfilm fra 1916 af Maurice Tourneur.

## Medvirkende
- House Peters som Jim Lewis
- Bertram Marburgh
- Henry West som Bill Carney.
- A. Harrington som Theodore C. Barker.
- Zena Keefe som Mildred Barker.